# Musique Mecanique
Albums de Carla Bley
European Tour 1977
(1978) Social Studies (album de Carla Bley)
(1981)
Musique Mecanique est un album de la pianiste et compositrice de jazz américaine Carla Bley, sorti en 1979 chez Watt/ECM.
Le morceau Musique Mecanique I sera repris sur la bande originale de Mortelle Randonnée de Claude Miller (1983).

## Liste des pistes
Toute la musique est composée par Carla Bley.
| No | Titre                                 | Durée |
| -- | ------------------------------------- | ----- |
| 1. | 440                                   | 9:44  |
| 2. | Jesus Maria and Other Spanish Strains | 11:50 |
| 3. | Musique Mecanique I                   | 9:45  |
| 4. | Musique Mecanique II (At Midnight)    | 7:02  |
| 5. | Musique Mecanique III                 | 6:27  |

## Musiciens
- Terry Adams (en) : piano, harmonium électrique
- Carla Bley : orgue, piano (sur Jesus Maria And Other Spanish Strains), piano jouet (sur Musique Mecanique I)
- Alan Braufman : saxophone alto, clarinette, flûte
- John Clark (en) : cor
- Karen Mantler : glockenspiel
- Michael Mantler : trompette
- Roswell Rudd : trombone, chant
- Denotra Sharpe : batterie
- Bob Stewart (en) : tuba
- Steve Swallow : guitare basse
- Gary Windo : saxophone ténor, clarinette basse, chant

En tant qu'invités :
- Charlie Haden : basse acoustique
- Eugene Chadbourne : guitare électrique et acoustique, talkie-walkie (sur Jesus Maria And Other Spanish Strains)